# Genicanthus bellus
Genicanthus bellus är en fiskart som beskrevs av Randall, 1975. Genicanthus bellus ingår i släktet Genicanthus och familjen Pomacanthidae. IUCN kategoriserar arten globalt som livskraftig. Inga underarter finns listade i Catalogue of Life.